# Maciej Klockiewicz
Maciej Klockiewicz – polski lekarz weterynarii, doktor habilitowany nauk weterynaryjnych, adiunkt w Szkole Głównej Gospodarstwa Wiejskiego w Warszawie, specjalista od parazytologii klinicznej.

## Kariera naukowa
W 1992 roku w Szkole Głównej Gospodarstwa Wiejskiego w Warszawie uzyskał tytuł lekarza weterynarii. W 1999 roku na Wydziale Medycyny Weterynaryjnej tej samej uczelni uzyskał stopień doktora nauk weterynaryjnych na podstawie rozprawy pt. Badania nad wpływem klozantelu zastosowanego we wczesnych etapach rozwoju osobniczego Fasciola hepatica na biologię, ekspresję białek i genom przywry, której promotorem była Halina Wędrychowicz. W 1992 roku został zatrudniony na tejże uczelni, a w 2024 roku uzyskał na niej stopień doktora habilitowanego nauk weterynaryjnych na podstawie pracy pt. Epidemiologia i patogeneza wybranych inwazji pasożytów wewnętrznych u norek amerykańskich (Neovison vison) jako żywicieli ostatecznych i paratenicznych – utrzymywanych w warunkach fermowych lub bytujących w stanie nieudomowionym. Od 2023 roku pracuje także na Uniwersytecie Rolniczym im. Hugona Kołłątaja w Krakowie.